# Ismael González de la Serna
Pour les articles homonymes, voir González et Serna.
Ismael de la Serna, de son nom complet Ismael González de la Serna, né à Guadix, en Andalousie, en 1898, et mort à Paris en 1968, est un peintre espagnol lié au quartier parisien du Montparnasse, au café Alameda de Grenade et au poète Federico García Lorca.
Il est le cousin de l'écrivain Ramón Gómez de la Serna.

## Biographie
Le jeune Ismael passe son enfance et son adolescence à Grenade où il étudie à l'école des Beaux-Arts (Escuela de Artes y Oficios), en même temps que le peintre Eugenio Gómez Mir.
Il intègre ensuite l'Académie royale des beaux-arts Saint-Ferdinand de Madrid. Dans la capitale espagnole, il perfectionne sa technique et se rend souvent au musée du Prado où il effectue des copies des grands maîtres, tels Le Greco, Titien, Jérôme Bosch ou encore Francisco de Zurbarán. 
Il reste en contact avec la vie de Grenade qui connaît une activité intellectuelle et artistique intense. Il fréquente le célèbre Café Alameda et son cercle du Rinconcillo, où participent, entre autres, les frères Federico et Francisco García Lorca, le peintre Manuel Ángeles Ortiz, le sculpteur Juan Cristóbal et les musiciens Manuel de Falla et Andrés Segovia. 
En 1918, il dessine la couverture d'Impressions et paysages de Federico García Lorca et présente celui-ci à la jeune Emilia Llanos Medina, une amie passionnée d'art qui devient une personnalité essentielle de la vie du poète.

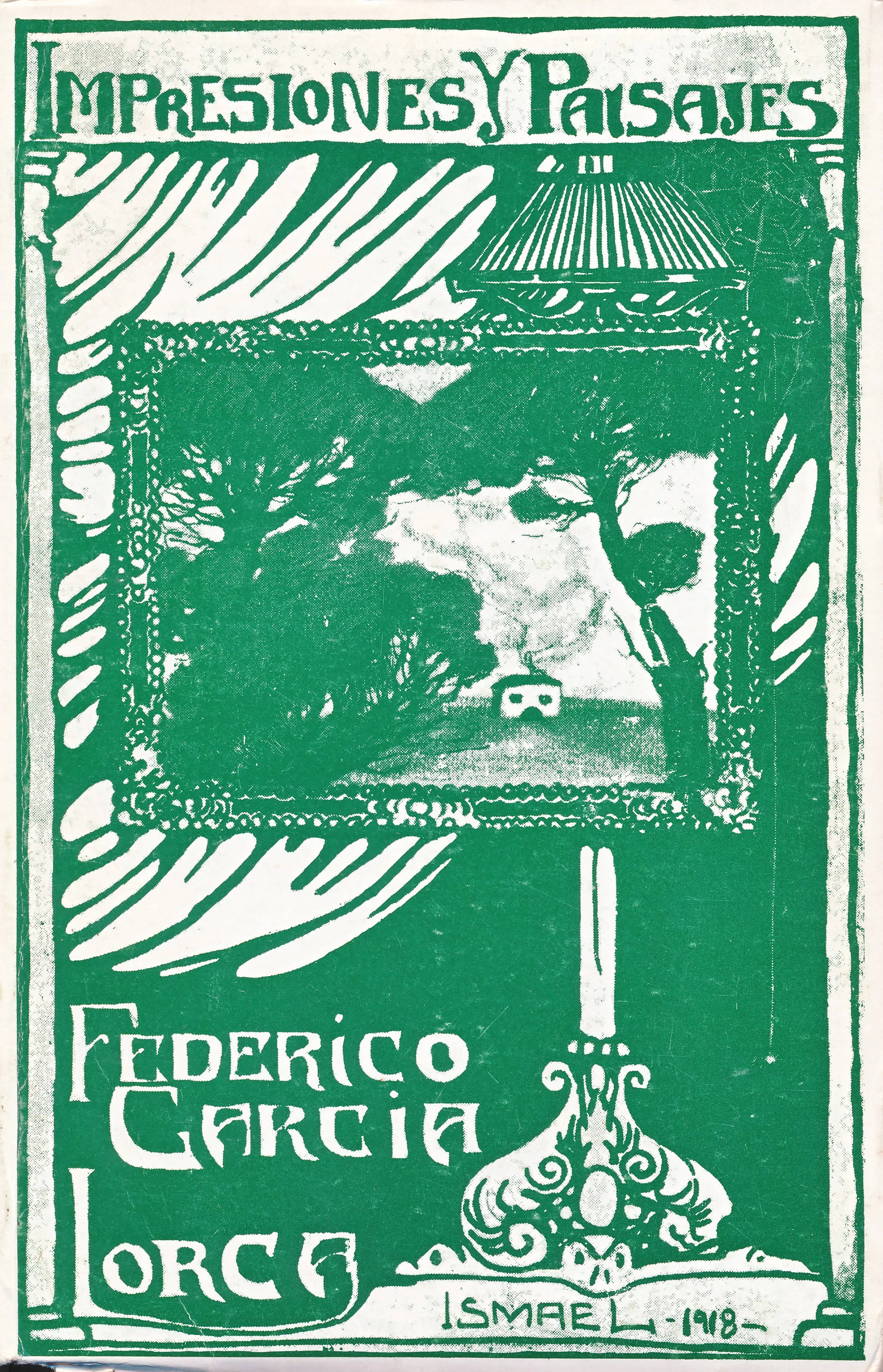
Couverture dImpressions et paysages de Federico Garcia Lorca (1918).

En 1921, Ismael décide de s'installer à Paris. Jusqu'en 1927, il fait face à de grandes difficultés financières, mais mène la vie de bohème à Montparnasse, vivant dans un hôtel de la rue Vavin, fréquentant les brasseries de la Rotonde et du Dôme, mais son travail est vite reconnu par Pablo Picasso, par Tériade, le critique d'art, et par Christian Zervos, le fondateur des Cahiers d’Art.  
Il revient quelquefois en Espagne. En 1932, il est invité par la  Sociedad de Artistas Ibéricos  de Manuel Bartolomé Cossío et participe au projet du Museo del pueblo, musée itinérant coordonné par Ramón Gaya.
Le 28 septembre 1933, il se marie avec Suzanne Putois, la première épouse de Christian Zervos, à Cannes. Le couple voyage en Espagne, de Bilbao à Grenade. En 1934, il est témoin du mariage de Georgette et César Vallejo, le grand écrivain péruvien. 
En 1937, Ismael de la Serna participe au Pavillon Espagnol de l'Exposition universelle de 1937 où le Guernica de Picasso est exposé.
Il fait sa dernière grande exposition de son vivant en 1952. Il meurt à Paris en 1968, à l'âge de 68 ans.

## Expositions
Le pétrole vu par 100 peintres , Musée Galliera, Paris, octobre 1959 ; œuvre présentée : Raffinerie.

## Hommages et postérité
Le musée d'Art Moderne de la Ville de Paris organise une rétrospective de son œuvre en 1974, ainsi que la Banque de Grenade en 1976.
Une rue de Grenade porte son nom.
Le Musée national centre d'art Reina Sofia conserve plusieurs œuvres, des natures mortes, des huiles abstraites et des tableaux surréalistes, ainsi que le Centre national d'art de culture Georges-Pompidou, et le Musée d'Art Moderne de Paris,.